# كيفن كيلي (كاتب)
كيفن كيلي (بالإنجليزية: Kevin Kiely)‏ هو كاتب بريطاني، ولد في 2 يونيو 1953 في Warrenpoint ‏ في المملكة المتحدة.

## وصلات خارجية
- الموقع الرسمي